# 徐少华 (演员)
徐少华（1958年12月27日—），中国大陆演员，国家一级演员。山东省话剧院副院长、齐鲁晚报青年话剧团团长、山东省戏剧家协会副主席、山东省政协委员。曾出演電視劇《西游记》中的唐僧。之后在《唐玄奘》、《降妖罗汉》、《大唐情史》都饰演唐僧（玄奘）。

## 电视剧作品
| 年     | 劇名           | 角色         | 备注                              |
| 1983年 | 《水浒》       | 陈兴         |                                   |
| 1986年 | 《西游记》     | 唐僧         | 饰演第4、5、7、8、11、12及14-16集 |
| 1986年 | 《聊斋》       | 孟生、孟乌头 |                                   |
| 1991年 | 《唐玄奘》     | 玄奘         |                                   |
| 1993年 | 《武夷仙凡界》 | 阿勇         |                                   |
| 1994年 | 《三国演义》   | 张辽         | 第一部群雄逐鹿                    |
| 1995年 | 《司马迁》     | 郭穰         |                                   |
| 1996年 | 《西施》       | 范蠡         | 蒋勤勤版                          |
| 1998年 | 《天下第一家》 | 衍圣公孔昭焕 |                                   |
| 1998年 | 《降妖罗汉》   | 唐僧         |                                   |
| 1999年 | 《西游记》续集 | 唐僧         | 前八集                            |
| 2001年 | 《大唐情史》   | 玄奘         |                                   |